# 白い貴婦人

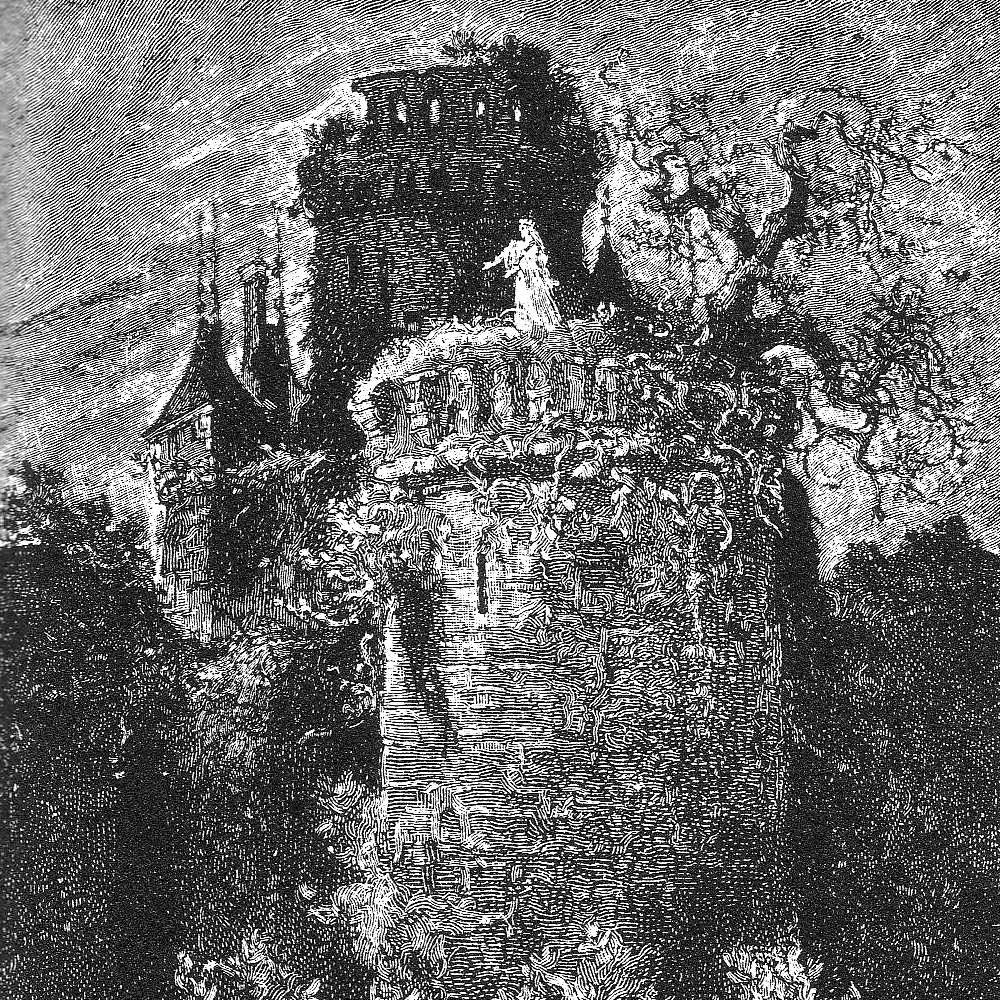
古城に現れた「白い貴婦人」（ジュール・ヴェルヌの怪奇小説『カルパチアの城』挿絵）

白い貴婦人（しろい きふじん 英語: White Lady、ドイツ語: Weiße Frau）は、古い城館などに出現するという、ヨーロッパ各地で語り継がれる幽霊の伝説。「白い女」とも。

## 概要

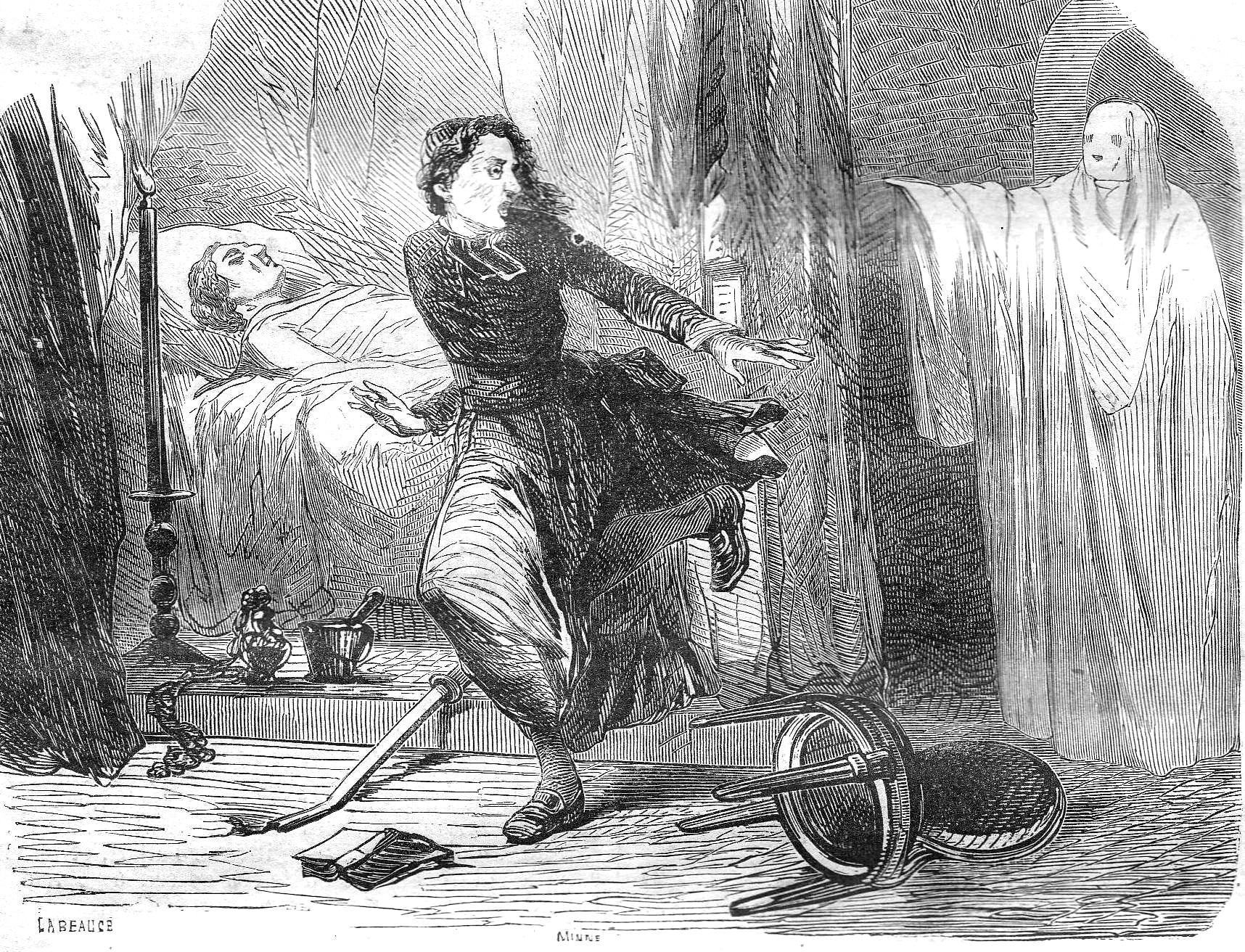
瀕死の女の前に現れた「白い貴婦人」

ヨーロッパには、人が死ぬ際には、フクロウが鳴いたり、誰かが戸や窓を小さく打つような音がするなどの迷信がある。
ある一部の貴族の家系においては、一族の誰かが死去する際あるいは何らかの変事の予兆として、城館に白い衣服をまとった女が出現するという。古くは死者に白装束が使用され、そのためこの女性は死者の霊と考えられた。それらの伝説ではこの女性は必ずしもその一族に恨みを持つ者の霊とは限らず、しばしば一族の祖霊であり、その出現は、誕生や婚礼など喜ばしい出来事の前兆であることもあった。ホーエンツォレルン家の本家や傍系の家系には「白い女」の言い伝えが残っており、この言い伝えが始まったクルムバッハのプラッセンブルク城のほか、プロイセン王国の中心となったベルリンのベルリン王宮、傍系が統治したアンスバッハやバイロイトでも言い伝えが残っている。
王朝の断絶を告げるものであったり、一般的な幽霊と同じように廃城を彷徨うものであったりする場合もある。

## オーストリア
ショッテン修道院には、真夜中にベルタ・フォン・ローゼンベルク（Berta von Rosenberg）の霊が出現するという言い伝えがある。この霊の姿が現れるのは、修道院関係者の誰かが死ぬ前兆だった。
ウィーンの王宮にも「白い貴婦人」が出現したことがあるという。

## チェコ
チェコにおいて最も有名な「白い貴婦人」は、ロジュンベルカ家に関連するものである。伝説によれば、一番多く現れるのは夜だったが、昼間にも現れることがあり、出会った人々と会釈や挨拶を交わすこともあったという。ロジュンベルカ家最後の男子ヨシュト・ズ・ロジュンベルカが乳幼児だった時、その子守りをした。城館の人々はそれを受け入れたが、新しく入った子守り女の一人が「白い貴婦人」を信用せず、その腕から赤ん坊を強奪した。「白い貴婦人」は怒ってそれから姿を現さなくなったという。